# Chiesa di Sant'Antimo di Salvenero
La chiesa di Sant'Antimo di Salvenero (Sant'Antimo di Nicomedia o forse l'omonimo santo romano) è una chiesa campestre situata in territorio di Ploaghe, centro abitato della Sardegna nord-occidentale.
L'edificio, oggi allo stato di rudere, è ubicato su una prominenza calcarea in prossimità delle chiese di Sant'Antonio e di San Michele, dalle quali dista rispettivamente cento e trecento metri, tutte appartenenti al villaggio di Salvenero, abbandonato alla fine del Settecento. Fu l'ultima sede parrocchiale del villaggio. Sempre nelle immediate vicinanze, in direzione nord, sono presenti i ruderi di una quarta chiesa, quella di San Nicola.
Le prime citazioni della chiesa di Sant'Antimu, contenute nel condaghe di San Michele di Salvennor, fanno desumere che la sua primitiva costruzione sia da collocarsi alla prima metà del XII secolo.

## Altri progetti

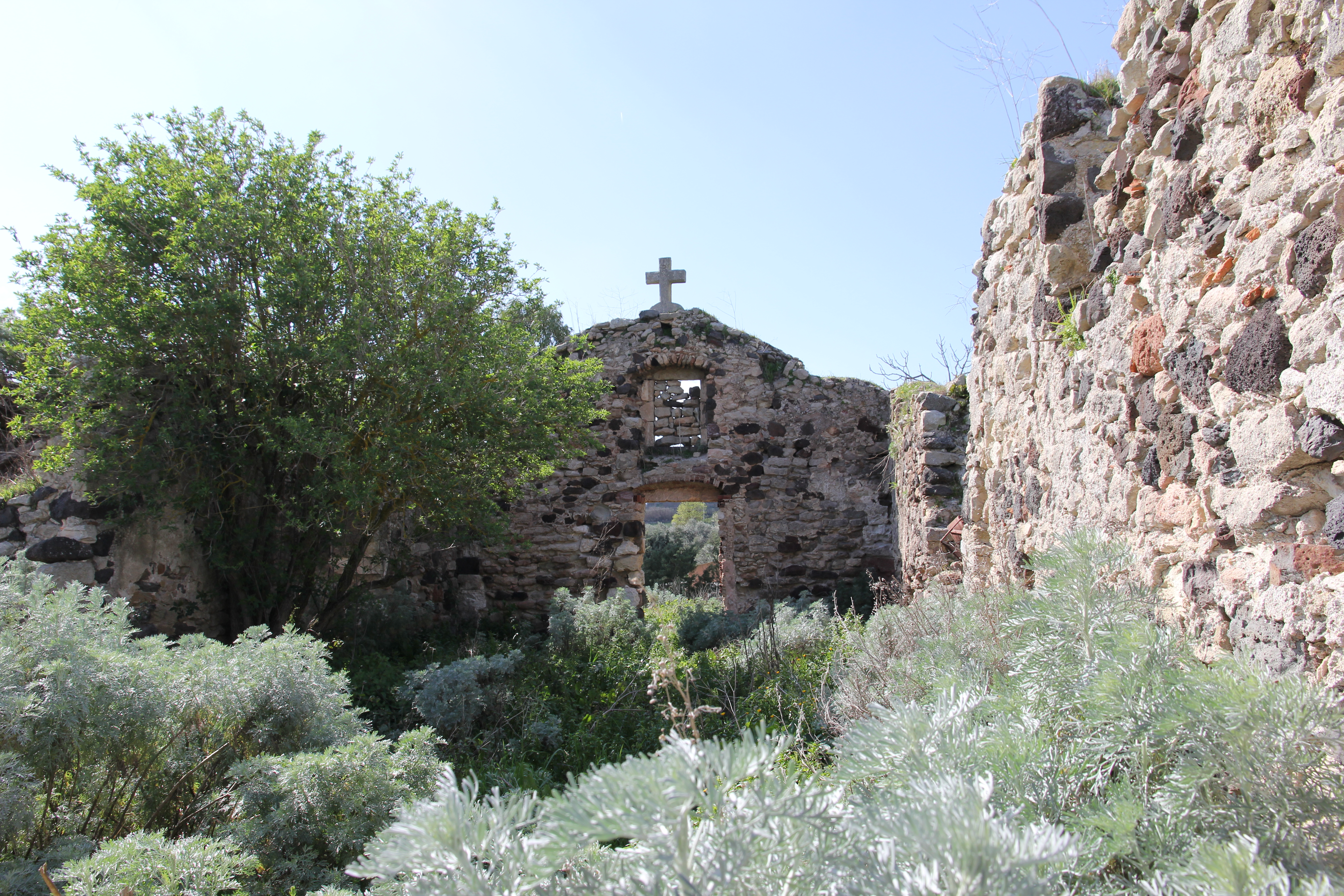